# Філіп Найдовський
Філіп Найдовський (мак. Филип Hajдoвcки, нар. 13 вересня 1992, Скоп'є) — македонський футболіст, півзахисник клубу «Вардар» та молодіжної збірної Північної Македонії.
Виступав також за клуб «Тирана».
Чемпіон Македонії.

## Клубна кар'єра
Народився 13 вересня 1992 року в місті Скоп'є. Вихованець футбольної школи клубу «Цементарниця».
У дорослому футболі дебютував 2010 року виступами за команду «Напредок» (Кичево), в якій провів п'ять сезонів, взявши участь у 65 матчах чемпіонату. 
Згодом з 2015 по 2020 рік грав у складі команд «Тетекс», «Победа» та «Вардар».
Своєю грою за останню команду привернув увагу представників тренерського штабу клубу «Тирана», до складу якого приєднався 2020 року. Відіграв за команду з Тирани наступні чотири сезони своєї ігрової кар'єри. Більшість часу, проведеного у складі «Тирани», був основним гравцем команди.
До складу клубу «Вардар» приєднався 2024 року. Станом на 11 червня 2025 року відіграв за клуб зі Скоп'є 3 матчі в національному чемпіонаті.

## Виступи за збірні
У 2009 році дебютував у складі юнацької збірної Північної Македонії (U-19), загалом на юнацькому рівні взяв участь у 15 іграх.
Протягом 2012–2013 років залучався до складу молодіжної збірної Північної Македонії. На молодіжному рівні зіграв у 9 офіційних матчах.

## Титули і досягнення
- Чемпіон Македонії (1):

«Вардар»: 2019-2020